# 乃至政彦
乃至 政彦（ないし まさひこ、1974年 - ）は、日本の「歴史家」。香川県高松市生まれ、神奈川県相模原市在住。
在野の日本史研究者であった乃至は、学術雑誌である『歴史研究』52号（2010年）に、論文『上杉謙信并ニ臣像と後継者の移行』が掲載された実績を有していた。乃至は、上杉景虎を取材していた歴史小説家の伊東潤の知遇を得て、2011年に伊東との共著『関東戦国史と御館の乱：上杉景虎・敗北の歴史的意味とは？』（洋泉社<歴史新書y>）を上梓して、「歴史家」としての活動を開始した。

## 著書

### 単著
- 上杉謙信の夢と野望 : 幻の「室町幕府再興」計画の全貌 乃至政彦 著 洋泉社  2011(歴史新書y)  のちワニ文庫
- 戦国武将と男色 : 知られざる「武家衆道」の盛衰史 乃至政彦 著 洋泉社  2013(歴史新書y)
- 戦国の陣形 乃至政彦 著 講談社  2016(講談社現代新書)
- 図解!戦国の陣形 : 名将たちの戦術に迫る! 乃至政彦 監修 洋泉社  2016(洋泉社MOOK)
- 戦国の地政学 : 地理がわかれば陣形と合戦がわかる 乃至政彦 監修 実業之日本社  2017(じっぴコンパクト新書)
- 謙信越山: 乃至政彦 著　ワニブックス 2021
- 戦う大名行列: 乃至政彦 著　JBpress 2022
- 戦国大変: 乃至政彦 著　ワニブックス 2023

### 共著
- 関東戦国史と御館の乱 : 上杉景虎・敗北の歴史的意味とは? 伊東潤, 乃至政彦 著 洋泉社  2011(歴史新書y)
- 天下分け目の関ケ原の合戦はなかった : 一次史料が伝える"通説を根底から覆す"真実とは- 乃至政彦, 高橋陽介 著 河出書房新社  2018
- 戦う大名行列 乃至政彦 著 ベストセラーズ  2018(ベスト新書)
- 平将門と天慶の乱 乃至政彦 著 講談社  2019(講談社現代新書)
- 信長を操り、見限った男光秀 : 史上もっともミステリアスな武将の正体 乃至政彦 著 河出書房新社  2019